# Her Better Self
Her Better Self è un film muto del 1917 diretto da Robert G. Vignola. Sceneggiato da Margaret Turnbull e prodotto dalla Famous Players Film Company, aveva come interpreti Pauline Frederick, Thomas Meighan, Alice Hollister, Maude Turner Gordon, Charles Wellesley.

## Trama
La giovane debuttante Vivian Tyler, benché sia fidanzata con il conte Belloto, si sente attratta da Robert Keith, un medico che lavora con i poveri. Per un equivoco, però, la giovane crede che la prostituta Aggie May sia caduta così in basso proprio a causa del dottore. Quando Aggie si suicida, Vivian che è stata testimone del fatto resta traumatizzata e deve essere ricoverata. Nel frattempo, si ritiene che la prostituta sia stata uccisa e dell'omicidio viene accusato Keith. Vivian riuscirà a salvarlo dalla condanna con la sua testimonianza, quando verrà a conoscenza dell'ingiusta accusa.

## Produzione
Il film fu prodotto dalla Famous Players Film Company.

## Distribuzione
Il copyright del film, richiesto dalla Famous Players Film Co., fu registrato il 14 maggio 1917 con il numero LP10759.

Distribuito dalla Paramount Pictures, il film uscì nelle sale cinematografiche degli Stati Uniti il 21 maggio 1917.
Non si conoscono copie ancora esistenti della pellicola che viene considerata presumibilmente perduta.